# Kop-van-jut
De kop-van-jut is een traditionele kermisattractie waarmee met slagkracht gepoogd wordt een bel te luiden. De kop van Jut zijn wordt ook gebruikt als zegswijze om aan te duiden dat iemand het slachtoffer is.
Het toestel bestaat uit een hefboom waarvan het uiteinde door een sterke veer omhoog wordt gehouden. Door er met een hamer op te slaan, wordt de veer ingedrukt en komt het andere uiteinde van de hefboom omhoog. Daarop ligt een gewichtje dat omhoog wordt geschoten en langs een rail omhoogglijdt. Slaat men hard genoeg, dan komt het gewichtje tot bovenaan en slaat het tegen een bel aan.

## Geschiedenis
In 1879 beschrijft het Nederlandse tijdschrift 'Taalstudie' een kermisattractie met de naam 'Tête de Turc'. (vertaling uit het Frans: Turks hoofd) Tête de Turc was volgens Taalstudie toentertijd de populaire naam voor de dynamometer, een instrument waarmee de kracht van een slag kon worden gemeten. De Nederlandse naam van het instrument was 'krachtmeter'. De kermisattractie Tête de Turc, waarbij toeschouwers tegen betaling op een blok sloegen om hun kracht te meten, ontleende volgens het artikel zijn naam aan de vormgeving van dat blok als Turks hoofd. Daarbij werd door Taalstudie aangetekend, dat Tête de Turc spreekwoordelijk sloeg op hetgeen waarop men vaak tikt en dat het voorwerp is van beschimpingen.
Deze beschrijving kwam overeen met een artikel uit 1846 in de Parijse krant Le Charivari. In een artikel over oosterse attracties bij Château-Rouge in de Parijse wijk Goutte d'Or, wordt Tête de Turc genoemd als zijnde “een groot Turk's hoofd waarop de winnaar van Nezib een enorme stoot zal geven om zijn kracht te testen. Wie er tweeduizend binnenbrengt, wint een prijs.” Met winnaar van Nezib wordt verwezen naar de Slag bij Nezib in Turkije in 1839.
In de Nieuwe Tilburgsche Courant wordt in 1897 in een artikel verwezen naar de attractie, waarbij er naast elkaar wordt gesproken van zowel Têtes-de-Turc als Kop-van-Jut. Men kon volgens het artikel de attractie vinden in spoorwegstations en speeltuinen.

## Naamgeving

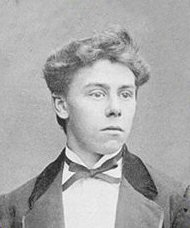
Hendrik Jut, ca. 1870

In 1872 vermoordde Hendrik Jut een rijke weduwe en haar dienstmeid. In 1875 werden hij en zijn vrouw gearresteerd en in 1876 volgde een sensationeel proces. Jut werd tot levenslang veroordeeld en overleed in 1878, 26 jaar oud. Zijn hoofd werd op sterk water gezet, maar ging later verloren. Wel was er na zijn dood een afgietsel gemaakt van zijn hoofd, dat nog bewaard wordt in het Groninger Universiteitsmuseum.
In 1876 haakte een kermisuitbater in op de gebeurtenis door zijn attractie 'Kop-van-Jut' te noemen.

## Manipulatie
De kop-van-jut werd in de jaren voor de Tweede Wereldoorlog vaak gemanipuleerd. De eigenaar kon het gewicht afremmen en op deze manier bepalen of het gewicht wel of niet de bel raakte door het gewicht tegen te houden. Vaak werd eerst de aandacht getrokken door een (bij voorkeur schriel gebouwde) handlanger op de kop-van-jut te laten slaan, waarop deze tot een ieders grote verbazing de bel raakte. Wanneer hierna grotere sterkere mannen het probeerden ('als zo'n schriel mannetje de bel kan raken moet mij dat ook lukken'), lukte het hen tot hun frustratie niet. Zo bleven ze, om hun waardigheid niet te verliezen, opgejut door de menigte, het telkens proberen totdat de eigenaar ten slotte na meerdere pogingen toeliet dat de bel geraakt werd om anderen niet te ontmoedigen. Uiteraard moest voor iedere poging betaald worden, dus kon de eigenaar zo zijn inkomsten verhogen.

## Moderne kop-van-jut
Het toestel met het gewicht dat omhoogschiet en een bel aantikt, wordt tegenwoordig ook wel vervangen door een elektronische variant. Daarbij wordt niet via een hefboom, maar via een elektronisch signaal doorgegeven hoe hard men geslagen heeft. Het gewicht kan daarbij vervangen worden door ledlampjes die aangeven hoe hard er geslagen is, met boven in de paal een elektronisch scorebord.

## Afbeeldingen

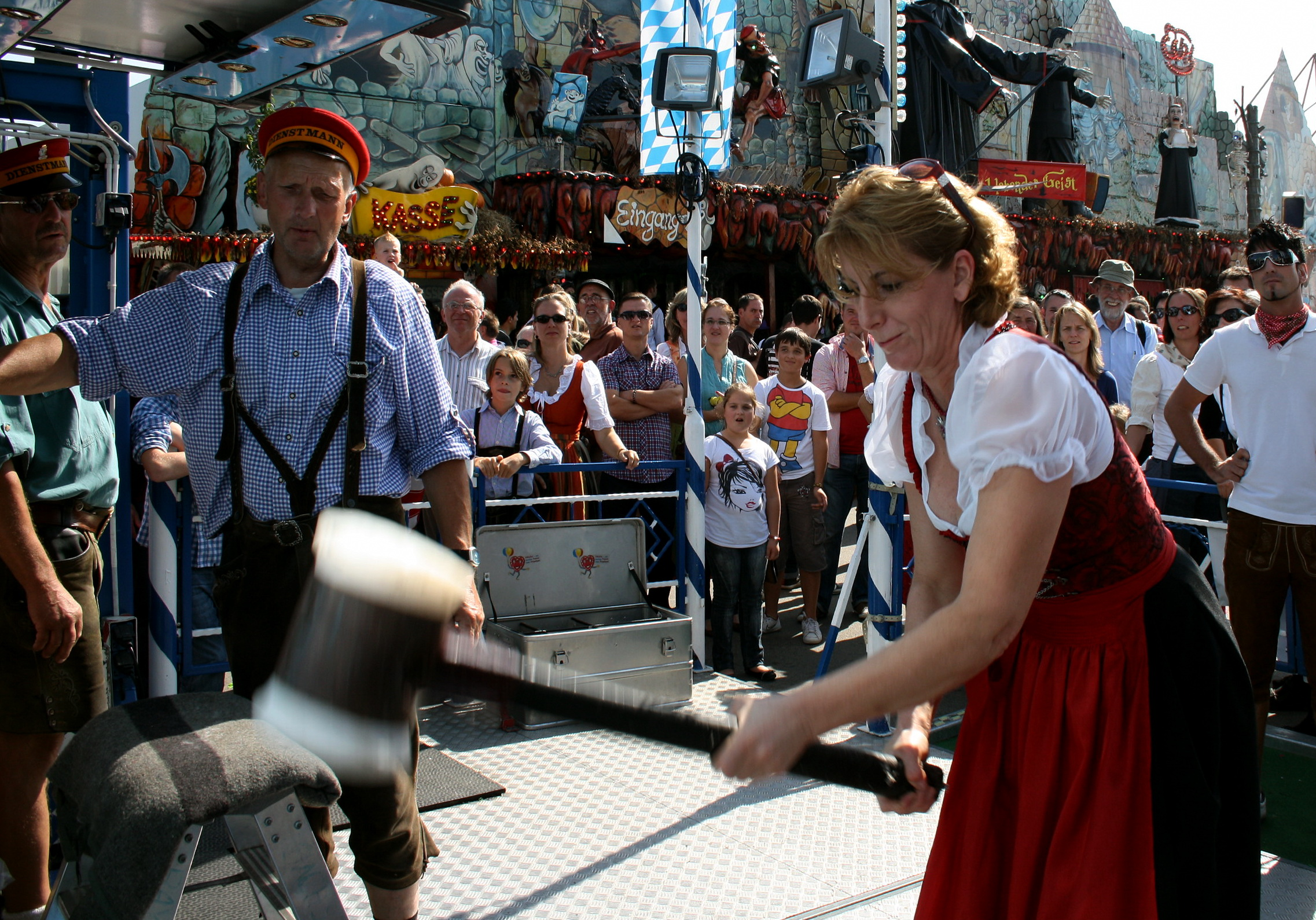
Kop-van-jut op het Oktoberfest in München (2011)
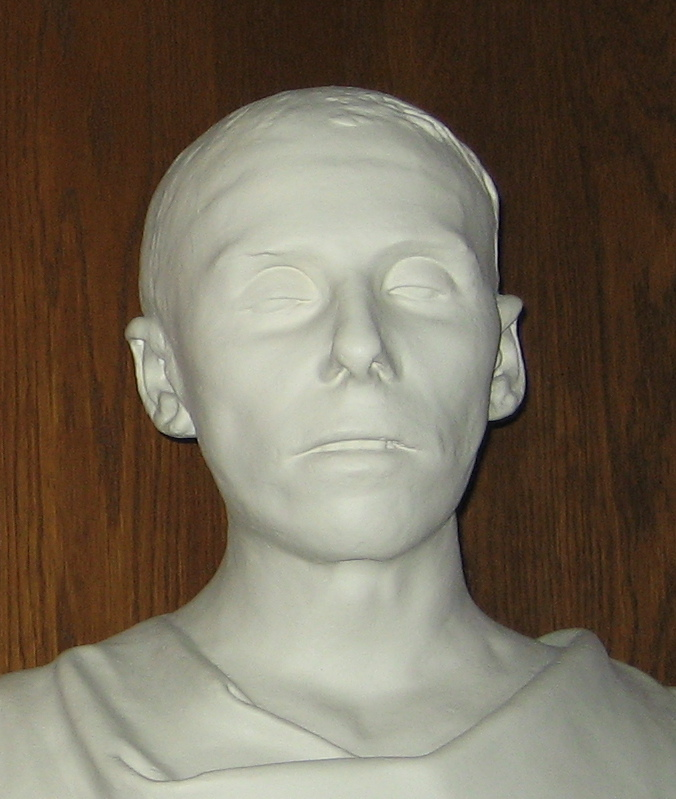
Gipsen afgietsel van het hoofd van Hendrik Jut in het Universiteitsmuseum in Groningen
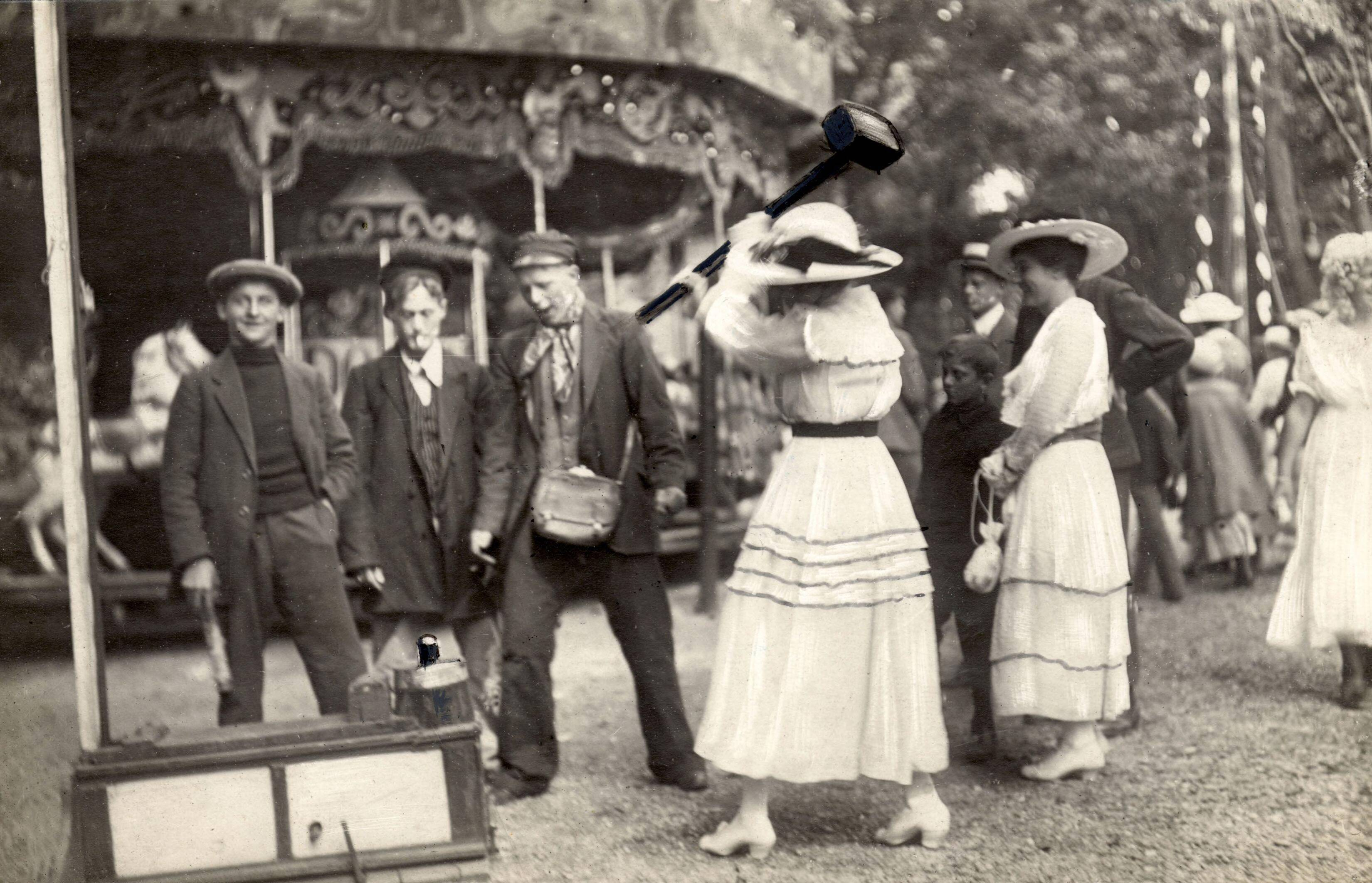
Kop-van-jut (kermis Amsterdam, 1917)